# La Raposa
La Raposa és una cooperativa situada al barri de Poble sec (Barcelona) que va néixer al 2017, i en la que conviuen un bar vegà i una llibreria feminista. El bar s'entén com un espai de trobada veïnal, on es serveixen tapes i plats 100% vegetarians a preus populars, amb ingredients majoritàriament provinents del mercat de proximitat. A la llibreria es poden trobar títols de temàtica feminista i LGTBIQ, literatura infantil amb perspectiva de gènere, i antiespecisme. També es pot trobar assaig, poesia, fanzines, novel·les, manuals ginecològics, guies de salut, làmines d'art, llibre il·lustrat, còmics, i altres publicacions. Dins i fora de les portes del local es programen tallers, concerts, presentacions, conversatoris, xerrades, exposicions, etc. A més, es participa a la xarxa d'entitats i projectes veïnals com a grup de consum autònom i de xarxes de criança. El local també és un lloc de reunions i trobades col·lectives, que pren part en les dinàmiques quotidianes del veïnat.
"Todas las actividades siguen la misma filosofía: el transfeminismo, el antiespecismo, el antirracismo y otras reivindicaciones similares. «Es un espacio seguro, un lugar inclusivo que acepta y protege a todas las personas»" En el local a més, pots trobar ·una buena selección de publicaciones feministas con una interesante subsección de libros infantiles con enfoque de género."